# Alan Erskine-Murray, 14. Lord Elibank

Wappen des 14. Lord Elibank

Alan D’Ardis Erskine-Murray, 14. Lord Elibank (* 31. Dezember 1923; † 30. November 2017) war ein britischer Peer und Politiker der Conservative Party.

## Leben und Karriere
Erskine-Murray war der einzige Sohn des Robert Alan Erskine-Murray (1874–1939) aus dessen Ehe mit Eileen Mary MacManus († 1970). Er hatte drei jüngere Schwestern, von denen eine nach nur einem Tag starb.
Er entstammte einer Nebenlinie des Clan Murray; sein Großvater väterlicherseits hatte den Familiennamen nach seiner Mutter aus dem Clan Erskine von Murray zu Erskine-Murray ergänzt.
Er besuchte das Eliteinternat Bedford School in Bedford. Während des Zweiten Weltkriegs absolvierte er eine Kadettenausbildung und diente von 1943 bis 1947 als Second Lieutenant der Royal Engineers in der British Army. 1949 graduierte er vom Peterhouse College der Universität Cambridge mit einem Bachelor of Arts. Von der Anwaltskammer Middle Temple wurde er 1949 als Barrister zugelassen. Er graduierte 1953 vom Peterhouse College mit einem Master of Arts.
Von 1955 bis 1980 arbeitete er für Shell International Petroleum. Von 1981 bis 1986 war er als persönlicher Berater (Personnel Consultant) bei Deminex UK Oil and Gas aktiv.

## Adelstitel und Mitgliedschaft im House of Lords
Beim Tod seines Cousins James Erskine-Murray, 13. Lord Elibank, erbte er 1973 dessen schottischen Adelstitel als 14. Lord Elibank und 15. Baronet, of Etrick Forest. Mit dem Lordtitel war damals ein Sitz im britischen House of Lords verbunden. Im Parlament schloss er sich der Fraktion der Conservative Party und hielt am 23. Februar 1977 seine erste Rede. In den 1980er Jahren sprach er zu den Falklandinseln, dem Einfluss der Gewerkschaften und Südafrika. Er meldete sich in den 1990er Jahren zum Golfkrieg, dem Europarat und Tourismus zu Wort. Zuletzt sprach er dort am 11. Oktober 1999. Durch den House of Lords Act 1999 verlor er schließlich seinen erblichen Parlamentssitz.

## Ehe und Nachkommen
Am 1. September 1962 heiratete er Valerie Sylvia Dennis († 1997). Mit ihr hatte er zwei Söhne:
- Robert Francis Alan Erskine-Murray, 15. Lord Elibank (* 1964), ⚭ 1996 Antonia S. W. Carrington;
- Hon. Timothy Alexander Elibank Erskine-Murray (* 1967), ⚭ 2000 Clare Watkiss.